# امپراتوری روم (مجموعه تلویزیونی)
امپراتوری روم یک مستند درام تلویزیونی است که براساس وقایع تاریخی امپراتوری روم ساخته شده‌است. سریال در قالب آنتولوژی است و هر فصل یک داستان مستقلی ارائه می‌دهد. فصل ۱ سریال با نام «سلطنت خون»، داستانی شش قسمتی با محوریت داستان کومودوس است.
فصل اول سریال در تاریخ ۱۱ نوامبر ۲۰۱۶ از نتفلیکس پخش شد. فصل ۲، «بزرگ رم»، داستانی پنج قسمتی از ظهور جولیوس سزار و سقوط جمهوری رم است.
فصل دوم سریال در ۲۷ ژوئیه ۲۰۱۸ پخش شد. فصل ۳ سریال با نام «امپراتور دیوانه» داستانی ۴ قسمتی دربارهٔ کالیگولا سومین امپراتور رم است که در ۵ آوریل ۲۰۱۹ از نتفلیکس به نمایش درآمد.

## قسمت‌ها
سریال امپراتوری رم یک مجموعه آنتولوژی است که هر فصل داستان مجزای خود را دارد.

### فصل اول
فصل اول کومودوس: سلطنت خون نام دارد و دارای ۶ قسمت است. این فصل در ۱۱ نوامبر ۲۰۱۶ در دسترس بینندگان قرار گرفت.
قسمت: نجیب‌زاده
قسمت: ساخت یک امپراتور
قسمت: دشمن سنا
قسمت :رم می‌سوزد
قسمت: جنگ برای افتخار
قسمت: ۱۴ روز خونین

### فصل دوم
فصل دوم جولیوس سزار: بزرگ رم نام دارد و دارای ۵ قسمت است. این فصل از سریال در ۲۷ ژوئیه ۲۰۱۸ در دسترس بینندگان قرار گرفت.
قسمت: حکومت سه‌نفره
قسمت: پیروزی بزرگ
قسمت: عبور از روبیکون
قسمت: ملکه نیل
قسمت: ایده‌های مارس
در قسمت ۵ فصل دوم در دقیقه ۳۴:۲۲، راوی، استیو وست، اظهار داشت که جولیوس سزار در ۱۴ مارس با چاقو مورد اصابت قرار گرفت، در حالی که این نادرست است. جولیوس سزار در ۱۵ مارس با چاقو کشته شد.

### فصل سوم
فصل سوم کالیگولا: پادشاه دیوانه نام دارد و دارای ۴ قسمت است. این فصل از سریال در ۵ آوریل ۲۰۱۹ در دسترس بینندگان قرار گرفت.
قسمت: وارث برحق
قسمت: امیدی تازه
قسمت: در جستجوی یک وارث
قسمت: نزول به جنون

## همچنان ببینید
- گلادیاتور (Gladiator)، فیلمی خیالی و ساختاری از زندگی کومودوس محصول سال ۲۰۰۰.
- رم
- سقوط امپراتوری روم، روایتی دیگر از زندگی کومودوس.